# Christopher Juhlin
Christopher Juhlin, född 1956, är en svensk geofysiker. Han är professor i geofysik vid Uppsala universitet. År 2014 valdes han in i Kungliga Vetenskapsakademien.